# Pökelzunge

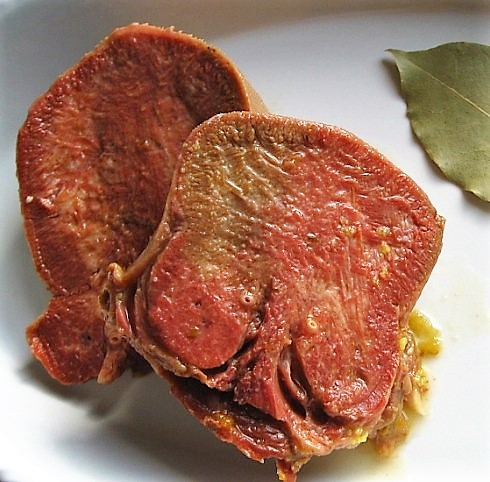
Gepökelte Rinderzunge, gekocht, in Scheiben

Pökelzunge ist eine Pökel-Räucher-Ware aus Zunge als Innerei vom Tier, meist von Hausschwein, Hausrind und Kalb. Als Fleischware werden sie sowohl als eigenständige Speise verzehrt, wie auch als Zutat für Würste und Fleischwaren verwendet.
Zur Vorbereitung wird die Zunge von anhaftenden Bindegewebe und Teilen des Tierkopfes und Schlundes befreit. Bei der Zubereitung mehrerer Zungen werden diese in Form gepresst, damit sie eine gestreckte Form erhalten. Es ist sowohl die Nasspökelung als auch die Spritzpökelung üblich. Je nach Fleischart und Gewicht dauert dies 12 bis 72 Stunden. Anschließend wird die Zunge gewässert. Das Garen erfolgt in heißem Wasserdampf, Wasser oder anderen Kochflüssigkeiten wie Brühe oder Fond. Nach dem Kochen wird die Zungenhaut entfernt. 
Derartig zubereitete Pökelzungen werden typischerweise für Zungenwurst, Zungenblutwurst oder Zunge in Aspik verwendet. Teilweise gehört sie auch zu den verwendeten Fleischsorten für eine Schlachtplatte. Für Geräucherte Pökelzunge werden die Zungen nach dem Pökeln für 6 Stunden kalt geräuchert und anschließend gegart.